# Misilmeri
Misilmeri is een gemeente in de Italiaanse provincie Palermo (regio Sicilië) en telt 24.979 inwoners (31-12-2004). De oppervlakte bedraagt 69,2 km², de bevolkingsdichtheid is 361 inwoners per km². De naam van de gemeente betekent "de rustplaats van de emir" en is afgeleid van het Arabische Menzel Al-Emir en stamt uit de tijd van de Arabische overheersing van Sicilië.
De volgende frazioni maken deel uit van de gemeente: Gibilrossa, Portella di Mare.

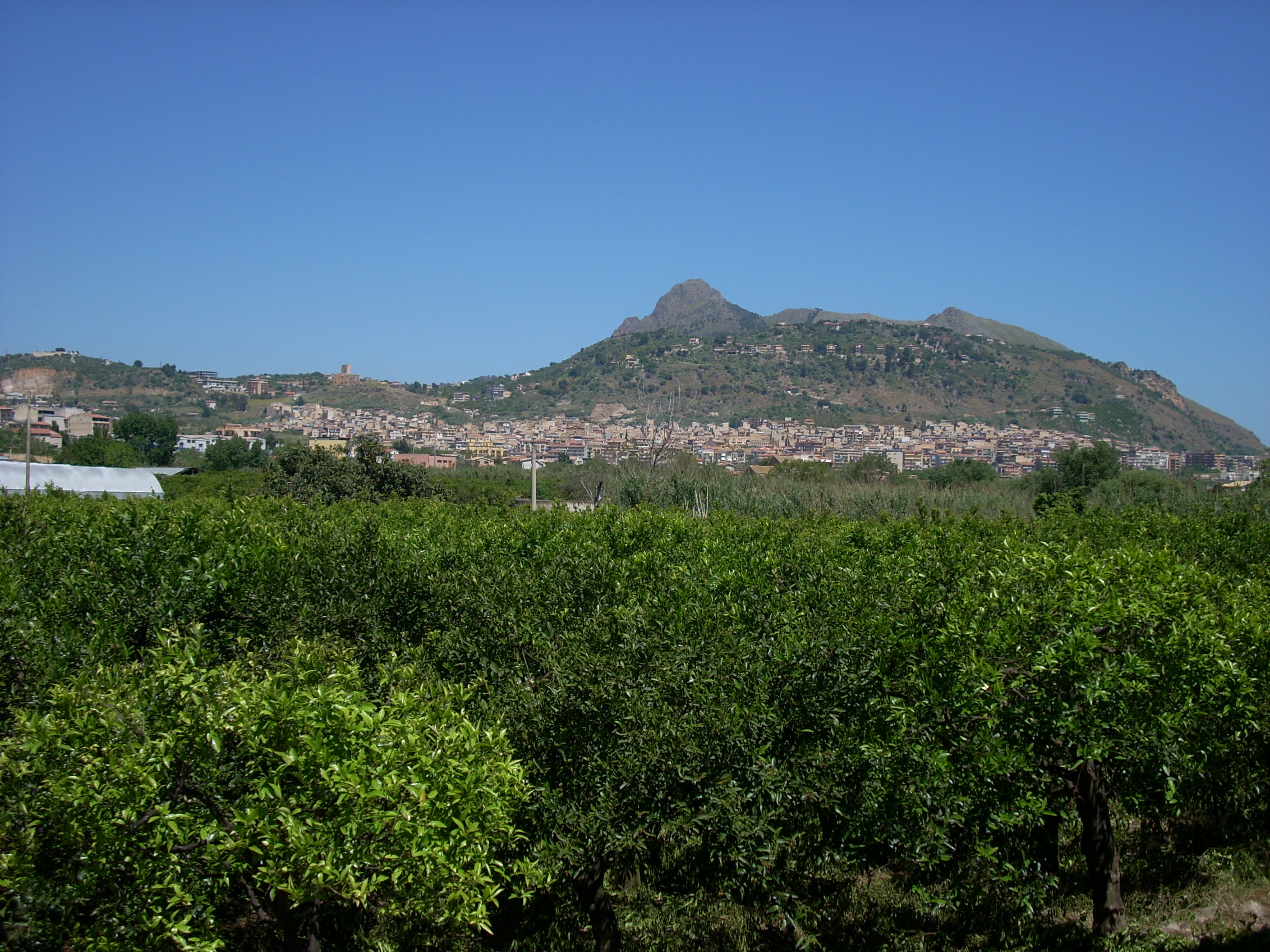
Misilmeri
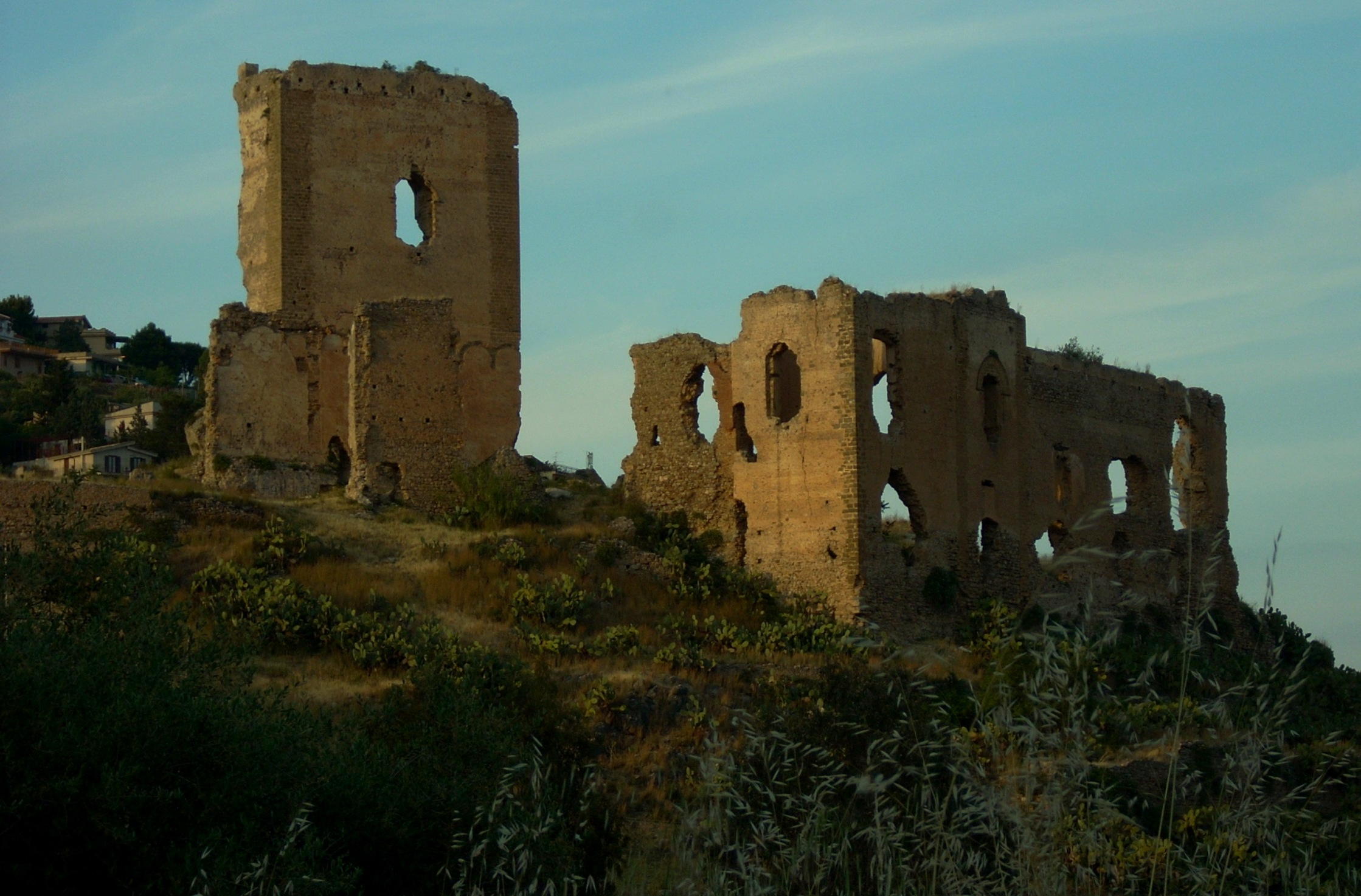
Kasteelruïne

## Demografie
Misilmeri telt ongeveer 8399 huishoudens. Het aantal inwoners steeg in de periode 1991-2001 met 15,1% volgens cijfers uit de tienjaarlijkse volkstellingen van ISTAT.
| Jaar | Inwoneraantal |
| ---- | ------------- |
| 1991 | 20.072        |
| 2001 | 23.109        |

## Geografie
De gemeente ligt op ongeveer 129 m boven zeeniveau.
Misilmeri grenst aan de volgende gemeenten: Bagheria, Belmonte Mezzagno, Bolognetta, Casteldaccia, Ficarazzi, Marineo, Palermo, Santa Cristina Gela, Santa Flavia, Villabate.